# Russula versicolor
Russula versicolor é um fungo que pertence ao gênero de cogumelos Russula na ordem Russulales.